# Слободяки
Слободяки (укр. Слободяки) — село в Яворовской городской общине Яворовского района Львовской области Украины.
Население по переписи 2001 года составляло 57 человек. Занимает площадь 0,04 км². Почтовый индекс — 81014. Телефонный код — 3259.